# Seila adamsii
Seila adamsii är en snäckart som först beskrevs av H. C. Lea 1845.  Seila adamsii ingår i släktet Seila och familjen Cerithiopsidae. Inga underarter finns listade i Catalogue of Life.

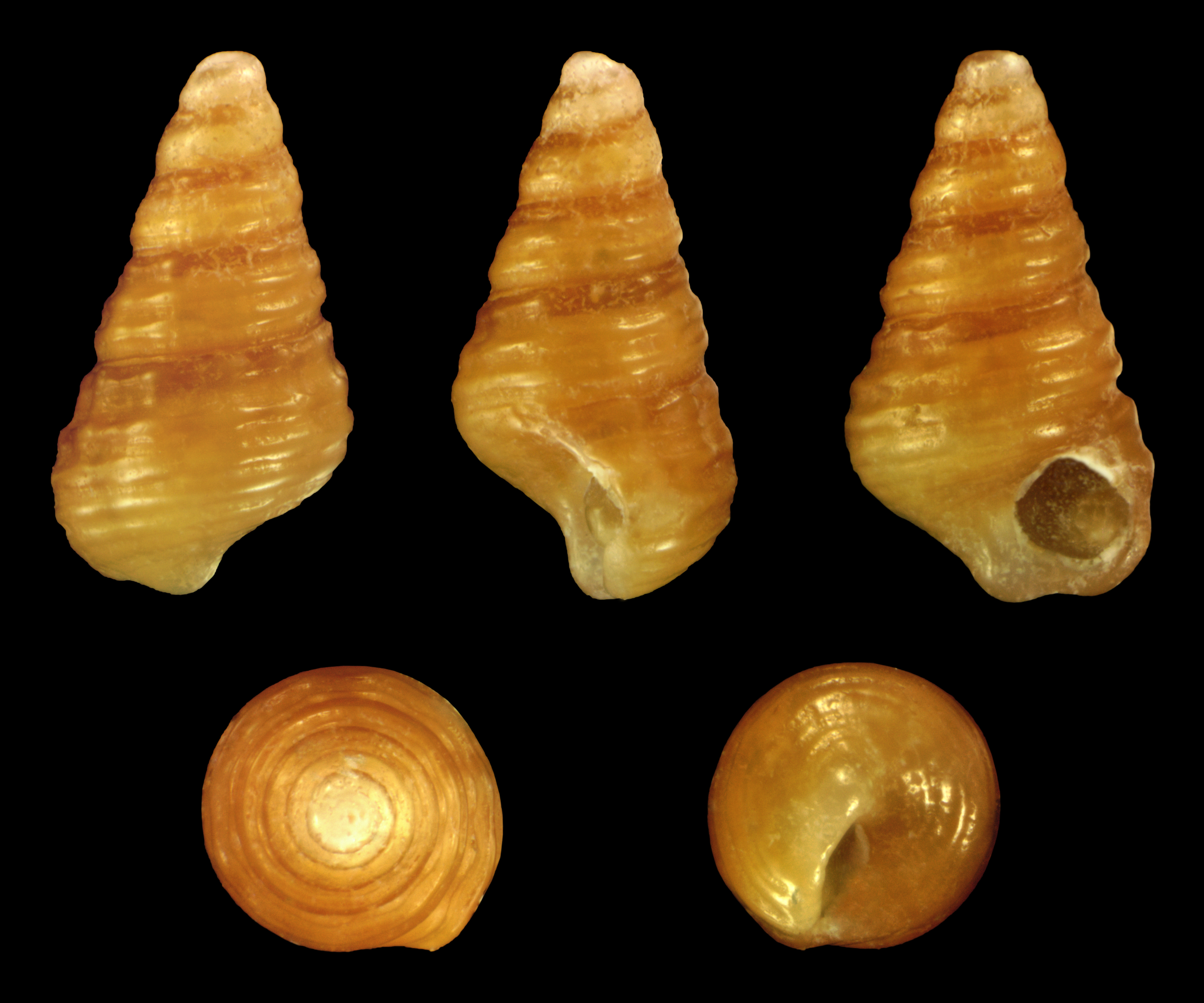
Juvenil